# Mathias Engel (pasteur)
Pour les articles homonymes, voir Engel et Mathias Engel.
Mathias Engel,  né à Strasbourg le 5 octobre 1755 et mort à Colmar le 6 juin 1811, est un pasteur, révolutionnaire, inspecteur ecclésiastique alsacien.

## Formation
Fils du chirurgien strasbourgeois Mathias Engel et de Catherine Salomé Heydemann, il entre en 1762 au gymnase de Strasbourg, puis, en 1769, à la Faculté de philosophie. En 1774 il commence des études de théologie et, sous la présidence de Sigismond Frédéric Lorenz, soutient le 6 août 1780 une thèse sur l’obligation de dire la vérité. Il passe neuf années à l’étranger, sans doute entre 1778 et 1787, mais le lieu de ce séjour demeure pour le moment inconnu. En 1791, il épouse Catherine Ehrlen, fille d’un ancien pasteur de Ribeauvillé.

## Activités

### Le pasteur
En 1787 il est nommé pasteur de la congrégation française rattachée à la paroisse Saint-Nicolas de Strasbourg. Dans un sermon prononcé le 2 août 1789, il appelle au calme, mais critique aussi « la mollesse, la sensualité, la paresse, l’oisiveté, le goût du luxe, l’esprit d’insubordination des Strasbourgeois». Il appelle les membres du Magistrat à « protéger et favoriser […] les citoyens honnêtes, utiles et laborieux plutôt que d’augmenter le nombre des consommateurs ». Dans une prédication du 7 février 1790, il évoque le patriotisme exemplaire de Jésus. Il demande à ses auditeurs d’être fidèles « à la Nation, au Roi et à la Loi […] et par-dessus tout à la Conscience». Dans un autre sermon prononcé le 7 novembre 1790, il fait l’éloge de la Constitution.

### Le révolutionnaire
Engel ne se contente pas de s’engager en chaire à l’église Saint-Nicolas et de publier des sermons ou des chants, il se mêle aussi au débat relatif à la réorganisation des Églises protestantes en adhérant au projet d’une « Église protestante divisée en trois circonscriptions dirigées chacune par un surintendant général ; les pasteurs seraient élus par tous les citoyens actifs du canton et auraient un traitement national».
Quand la Société des amis de la Constitution, dont Engel était membre, se divise en deux tendances, il rejoint le Club des Jacobins c’est-à-dire l’aile radicale. Dans son Discours républicain prononcé le 16 octobre 1792, il salue l’instauration de la République et la victoire de Valmy. Il est d’avis que les Strasbourgeois ont toujours été républicains. Il défend la municipalité nouvellement élue.
Quand la Révolution se radicalise avec la nomination d‘un nouveau maire, Pierre-François Monet, et l’instauration d’un culte de la Raison à la cathédrale, il renonce avec d’autres pasteurs au ministère. Dans sa déclaration, il bénit « le jour où la raison insultée, foulée pendant des siècles par la superstition et le fanatisme, a reçu des mains de la liberté son empire souverain sur l’esprit des hommes ». Il salue ceux qui, « jaloux de devenir enfin citoyens, viennent abjurer leurs erreurs au temple consacré à cette divinité du ciel».
Pour un temps, il est prédicateur populaire à Ribeauvillé « Il entretient les citoyens de leurs droits et de leurs devoirs, il compose des cantiques, des hymnes à la Raison, puis à l’Être suprême et s’efforce de son mieux de combattre le fanatisme et les préjugés à Ribeauvillé». Il défend l’institution du décadi à la place du dimanche.
En 1794-1795, après la chute de Robespierre, il infléchit son orientation en affirmant, dans un « discours retentissant » sur « le mauvais troc», que « l’Évangile n’est pas une superstition», mais qu’il faut purifier le christianisme. Mais les meilleures lois du monde ne peuvent remplacer « la religion chrétienne qui possède le cœur». Il ne faut pas remplacer l’Évangile par la seule religion naturelle. Mais la religion chrétienne « concorde à ce point avec la raison pure qu’elle l’ennoblit, l’éclaire, l’élève et l’affermit.

### Après la tourmente révolutionnaire
En 1795 Engel est bibliothécaire-archiviste à Colmar. En novembre, il est nommé « prédicateur français ». En 1803 il devient premier pasteur de la ville et en 1804 il est élu inspecteur ecclésiastique du Haut-Rhin. Dans un sermon prononcé dans le cadre de la fête de la Réformation, il définit la Réformation, toujours dans la ligne des Lumières, comme « libération de l'esclavage de la contrainte des consciences et de la tyrannie spirituelle ». Pour lui, le protestant « est un homme qui s’en tient à la confession de foi de ses pères, qui ne reconnaît pas d’autre règle et norme de la foi, de la vie et du culte que la saine raison et l’Écriture Sainte, en particulier le Nouveau Testament de Jésus-Christ». Il évite tout jugement sur les non protestants.
Il inspecte les diverses paroisses de son inspection, y trouve la piété assez bonne et informe le Directoire sur les pasteurs. Plusieurs documents montrent qu’il s’est bien adapté au régime de Napoléon. D'après lui, ce dernier, qu’il qualifie de « notre Moïse », a promu « la religion et la vénération de Dieu.
Dans un discours prononcé en 1811 lors de la naissance du Roi de Rome, il applique Ésaïe 9,6-8 (« un enfant nous est né ») au fils de Napoléon « conçu par ce héros et empereur tout puissant par lequel le Tout-Puissant a sauvé la France que des tempêtes avaient poussée pendant dix ans au bord de l’abîme».

## Œuvres
- (de) Der schlechte Tausch, von M. Engel seinen Brüdern zur reifen Überlegung vorgetragen [1795].
- (de) Kommunionsbuch frommer und vernünftiger Christen, s. l., 1798
- Cantiques sur les principales vérités de la religion et de la morale chrétienne à l’usage de l’Église de la Confession d’Augsbourg à Colmar, Colmar, 1804.
- (de) Timotheus oder der in seinem Glauben unterrichtete, befestigte, tugendhafte und selige Christ, Colmar, 1808, 471 p.
- Introduction sur la culture des abeilles, Strasbourg, Levrault, 156 p.